# Danh sách đảo Pakistan
Đây là danh sách đảo của Pakistan (tiếng Urdu: پاکستان کے جزائر).
Bờ biển Balochistan:
- Đảo Astola (còn gọi là Haft Talar)
- Đảo Malan
- Zalzala Koh

Bờ biển Sindh:
- Đảo Baba và Bhit
- Đảo Buddo
- Đảo Bukkur
- Đảo Bundal
- Đảo Churna (Charna)
- Clifton Oyster Rocks
- Đảo Khiprianwala
- Đảo Manora (Manoro)
- Shams Pir
- Hawkesbay
- Đảo Dhari
- Pimo (Tido) Karachi

Bản mẫu:Địa lý Pakistan